# Som Maresme Futbol Club
Som Maresme Futbol Club, anteriormente conhecido como Unió Esportiva Costa Brava e Club de Fútbol Badalona Futur, é um clube espanhol, sediado em Premià de Dalt, na Catalunha. O clube atualmente disputa a Tercera Federación (quarta divisão) e manda seus jogos no 	Camp de Futbol Municipal, que possui capacidade para 1.200 lugares.

## História

Escudo usado pela UE Llagostera entre 2014 e 2021.

Fundado em 1947 como Unión Deportiva Llagostera, teve Leandro Calm como seu primeiro presidente. Jogou os campeonatos regionais da Catalunha até 2009, quando conquistou o acesso à Tercera División (então a quarta divisão espanhola), onde terminou na 7ª posição.
Seu ponto alto foi entre as temporadas 2014–15 e 2015–16, quando disputou a Segunda Divisão Espanhola, tendo como melhor posição um 9º lugar. Na Copa del Rey, o Llagostera disputou 8 edições, chegando 2 vezes até a fase 32-avos de final, sendo eliminado por Valencia (2011–12) e Deportivo La Coruña (2015–16, caindo apenas nos pênaltis).
Durante sua passagem pela Segunda Divisão, o clube teve que utilizar o Estadi Palamós-Costa Brava (a 30 km de Llagostera, considerada a menor cidade a ter um clube na competição), pois o Estadi Municipal não atendia os requisitos da Liga de Fútbol Profesional (LFP).
Em julho de 2021, o clube se mudou para a cidade de Palamós, passando a se denominar Unió Esportiva Costa Brava. Um ano depois, a equipe foi absorvida pelo Badalona, que havia sido rebaixado para a Tercera Federación e não poderia jogar a mesma competição, mas o acordo foi desfeito em 2023 e o Futur teve que mandar seus jogos em Vic.
Em 2024, mudou novamente de cidade, passando a jogar em Premià de Dalt depois que o clube não obteve as licenças necessárias para atuar em outros locais. Em janeiro de 2025, o empresário hispano-armênio Sedrak Petrosyan comprou o Badalona Futur, que passou a se chamar Som Maresme FC em junho do mesmo ano.

### Mudanças de nome
- 1947–1972: Unión Deportiva Llagostera
- 1972–1981: Club de Fútbol Llagostera
- 1981–2004: Unión Deportiva Llagostera
- 2004–2015: Unió Esportiva Llagostera
- 2015–2021: Unió Esportiva Llagostera-Costa Brava
- 2021–2022: Unió Esportiva Costa Brava
- 2022–2025: Club de Fútbol Badalona Futur
- 2025–: Som Maresme Futbol Club

## Títulos
- Segunda División B: 2013–14
- Tercera División: 2010–11, 2018–19
- Terceira Catalã: 2005–06
- Copa da Real Federação Espanhola: 2020, 2023